# DFB-Pokal 2018-2019
La DFB-Pokal 2018-2019 è stata la 76ª edizione della Coppa di Germania, è iniziata il 17 agosto 2018 e si è conclusa il 25 maggio 2019 con la vittoria del Bayern Monaco sul RB Lipsia.

## Calendario
| Turno            | Sorteggio        | Partite                                        |
| ---------------- | ---------------- | ---------------------------------------------- |
| Primo turno      | 8 giugno 2018    | 17–20 agosto 2018                              |
| Secondo turno    | 26 agosto 2018   | 30–31 ottobre 2018                             |
| Ottavi di finale | 4 novembre 2018  | 5–6 febbraio 2019                              |
| Quarti di finale | 10 febbraio 2019 | 2-3 aprile 2019                                |
| Semifinali       | 7 aprile 2019    | 23–24 aprile 2019                              |
| Finale           | 7 aprile 2019    | 25 maggio 2019 allo Stadio Olimpico di Berlino |

## Squadre partecipanti
La competizione si svolge su sei turni ad eliminazione a gara secca. Sono 64 le squadre qualificate al torneo:
| Bundesliga tutte le squadre dell'edizione 2017-2018 | 2. Bundesliga tutte le squadre dell'edizione 2017-2018 | 3. Liga le prime 4 classificate dell'edizione 2017-2018 | Rappresentanti regionali 24 club vincitori delle coppe organizzate dai 21 comitati regionali della DFB nella stagione 2017-2018, più un club aggiuntivo a testa per i 3 comitati con più squadre qualificate. |
| - Bayern Monaco - Borussia Dortmund - Bayer Leverkusen - Borussia M'gladbach - Schalke 04 - Magonza - Hertha Berlino - Wolfsburg - Colonia - Amburgo - Hannover 96 - Augusta - Werder Brema - Hoffenheim - Eintracht Francoforte (detentore) - RB Lipsia - Stoccarda - Friburgo | - Ingolstadt 04 - Darmstadt - Norimberga - Jahn Ratisbona - St. Pauli - Bochum - Union Berlino - Duisburg - Eintracht Braunschweig - Greuther Fürth - Kaiserslautern - Heidenheim - Holstein Kiel - Arminia Bielefeld - Sandhausen - Fortuna Düsseldorf - Dinamo Dresda - Erzgebirge Aue | - Magdeburgo - Paderborn - Karlsruhe - Wehen Wiesbaden  | - Baden settentrionale - 1. CfR Pforzheim - Baviera - Schweinfurt 05 - Monaco 1860 - Berlino - BFC Dynamo - Brandeburgo - Energie Cottbus - Brema - Hastedt - Amburgo - TuS Dassendorf - Assia - Steinbach - Meclemburgo-Pomerania Anteriore - Hansa Rostock - Renania centrale - Viktoria Colonia - Renania meridionale - RW Oberhausen - Bassa Sassonia - Drochtersen-Assel - Jeddeloh - Renania-Palatinato - Rot-Weiß Coblenza - Saarland - Elversberg - Sassonia - Chemie Lipsia - Sassonia-Anhalt - Lok Stendal - Schleswig-Holstein - Weiche Flensburgo - Baden meridionale - Linx - Sud ovest - Wormatia Worms - Turingia - Carl Zeiss Jena - Vestfalia - Erndtebrück - Rödinghausen - Württemberg - Ulma |

1. ↑  Essendo il Karlsruhe, vincitore della coppa, già qualificato.
2. 1 2 3  Nell'ultimo gruppo di squadre, di norma ogni comitato locale qualifica la sola squadra vincitrice della Coppa regionale. Baviera, Bassa Sassonia e Vestfalia - in quanto regioni col maggior numero di squadre partecipanti - hanno invece diritto a qualificare due squadre regionali. Alla vincitrice della Coppa si affianca pertanto anche la finalista perdente (in Bassa Sassonia), la squadra vincitrice del girone locale di Regionalliga (in Baviera) e la vincitrice di uno spareggio tra la vincitrice del girone locale di Oberliga e la squadra regionale meglio piazzata nel girone West di Regionalliga (in Vestfalia)
3. ↑  Vincitore coppa di Baviera.
4. ↑  Essendo il Magdeburgo, vincitore della coppa, già qualificato.
5. ↑  Essendo il Paderborn, vincitore della coppa, già qualificato.
6. ↑  Vincitore dei play-off.

## Primo turno
| Squadra 1              | Risultato       | Squadra 2             |
| ---------------------- | --------------- | --------------------- |
| 17 agosto 2018         |                 |                       |
| Magdeburgo             | 0 – 1           | Darmstadt             |
| Schweinfurt 05         | 0 – 2           | Schalke 04            |
| Wehen Wiesbaden        | 3 – 2 (dts)     | St. Pauli             |
| 18 agosto 2018         |                 |                       |
| TuS Dassendorf         | 0 – 1           | Duisburg              |
| Drochtersen/Assel      | 0 – 1           | Bayern Monaco         |
| Elversberg             | 0 – 1           | Wolfsburg             |
| Kaiserslautern         | 1 – 6           | Hoffenheim            |
| Linx                   | 1 – 2           | Norimberga            |
| CfR Pforzheim          | 0 – 1           | Bayer Leverkusen      |
| Rödinghausen           | 3 – 2 (dts)     | Dinamo Dresda         |
| Ulma                   | 2 – 1           | Eintracht Francoforte |
| Wormatia Worms         | 1 – 6           | Werder Brema          |
| Erzgebirge Aue         | 1 – 3           | Magonza               |
| TuS Erndtebrück        | 3 – 5           | Amburgo               |
| RW Oberhausen          | 0 – 6           | Sandhausen            |
| Hansa Rostock          | 2 – 0           | Stoccarda             |
| 19 agosto 2018         |                 |                       |
| BFC Dynamo             | 1 – 9           | Colonia               |
| Chemie Lipsia          | 2 – 1           | Jahn Ratisbona        |
| Jeddeloh               | 2 – 5           | Heidenheim            |
| Karlsruhe              | 0 – 6           | Hannover 96           |
| Weiche Flensburg       | 1 – 0           | Bochum                |
| Steinbach              | 1 – 2           | Augusta               |
| Lok Stendal            | 0 – 5           | Arminia Bielefeld     |
| Rot-Weiss Coblenza     | 0 – 5           | Fortuna Düsseldorf    |
| Viktoria Colonia       | 1 – 3           | RB Lipsia             |
| Hastedt                | 1 – 11          | Borussia M'gladbach   |
| Carl Zeiss Jena        | 2 – 4           | Union Berlino         |
| Monaco 1860            | 1 – 3           | Holstein Kiel         |
| 20 agosto 2018         |                 |                       |
| Eintracht Braunschweig | 1 – 2           | Hertha Berlino        |
| Energie Cottbus        | 2 – 2 (3-5 dtr) | Friburgo              |
| Paderborn              | 2 – 1           | Ingolstadt 04         |
| Greuther Fürth         | 1 – 2 (dts)     | Borussia Dortmund     |

## Secondo turno
| Squadra 1           | Risultato       | Squadra 2          |
| ------------------- | --------------- | ------------------ |
| 30 ottobre 2018     |                 |                    |
| Chemie Lipsia       | 0 – 3           | Paderborn          |
| Darmstadt           | 0 – 2           | Hertha Berlino     |
| Hannover 96         | 0 – 2           | Wolfsburg          |
| Ulma                | 1 – 5           | Fortuna Düsseldorf |
| Augusta             | 3 – 2 (dts)     | Magonza            |
| Heidenheim          | 3 – 0           | Sandhausen         |
| Rödinghausen        | 1 – 2           | Bayern Monaco      |
| Wehen Wiesbaden     | 0 – 3           | Amburgo            |
| 31 ottobre 2018     |                 |                    |
| Colonia             | 1 – 1 (5-6 dtr) | Schalke 04         |
| Borussia Dortmund   | 3 – 2 (dts)     | Union Berlino      |
| Hansa Rostock       | 2 – 2 (2-4 dtr) | Norimberga         |
| Weiche Flensburg    | 1 – 5           | Werder Brema       |
| Arminia Bielefeld   | 0 – 3           | Duisburg           |
| Holstein Kiel       | 2 – 1           | Friburgo           |
| Borussia M'gladbach | 0 – 5           | Bayer Leverkusen   |
| RB Lipsia           | 2 – 0           | Hoffenheim         |

## Ottavi di finale
| Squadra 1         | Risultato       | Squadra 2          |
| ----------------- | --------------- | ------------------ |
| 5 febbraio 2019   |                 |                    |
| Amburgo           | 1 – 0           | Norimberga         |
| Heidenheim        | 2 – 1           | Bayer Leverkusen   |
| Borussia Dortmund | 3 – 3 (2-4 dtr) | Werder Brema       |
| Duisburg          | 1 – 3           | Paderborn          |
| 6 febbraio 2019   |                 |                    |
| Holstein Kiel     | 0 – 1           | Augusta            |
| RB Lipsia         | 1 – 0           | Wolfsburg          |
| Hertha Berlino    | 2 – 3 (dts)     | Bayern Monaco      |
| Schalke 04        | 4 – 1           | Fortuna Düsseldorf |

## Quarti di finale
| Squadra 1     | Risultato   | Squadra 2    |
| ------------- | ----------- | ------------ |
| 2 aprile 2019 |             |              |
| Paderborn     | 0 – 2       | Amburgo      |
| Augusta       | 1 – 2 (dts) | RB Lipsia    |
| 3 aprile 2019 |             |              |
| Bayern Monaco | 5 – 4       | Heidenheim   |
| Schalke 04    | 0 – 2       | Werder Brema |

## Semifinali
| Squadra 1      | Risultato | Squadra 2     |
| -------------- | --------- | ------------- |
| 23 aprile 2019 |           |               |
| Amburgo        | 1 – 3     | RB Lipsia     |
| 24 aprile 2019 |           |               |
| Werder Brema   | 2 – 3     | Bayern Monaco |

## Finale
| Arbitro: | Tobias Stieler (Amburgo) |

|  |           |                                |
|  | Marcatori | 29’, 85’ Lewandowski 78’ Coman |